# Asthena distinctaria
Asthena distinctaria är en fjärilsart som beskrevs av John Henry Leech 1897. Asthena distinctaria ingår i släktet Asthena och familjen mätare. Inga underarter finns listade i Catalogue of Life.